# TT261
La tombe thébaine TT 261 est située à Dra Abou el-Naga, dans la nécropole thébaine, sur la rive ouest du Nil, face à Louxor en Égypte.
C'est la tombe d'un dénommé Khâemouaset, prêtre-ouâb du roi Amenhotep Ier durant les règnes de Thoutmôsis III et Amenhotep II.